# Christoph von Redern
Christoph II. von Redern, (tschechisch Kryštof z Redernů, polnisch Krzysztof z Redernu; * 1591; † 1641 bzw. 1642 in Polen) war ein böhmischer Adliger aus der Adelsfamilie Redern.

## Biografie
Der Sohn von Melchior von Redern und Katharina, geb. Schlick erbte als einziger männlicher Nachkomme nach dem Tode seines Vaters am 20. September 1600 die Herrschaften Friedland mit Reichenberg und Seidenberg. Für den Minderjährigen übte zunächst seine Mutter die Verwaltung aus und Reichenberg wurde zum Sitz der Herrschaft. Nach dem Brand des Schlosses im Jahre 1615 war der Herrschaftssitz wieder in Friedland.
Der Protestant begab sich in die Dienste Friedrichs I. und kämpfte als Dragoneroffizier bei der Schlacht am Weißen Berg. Am 11. November 1620 war er wieder auf sein Schloss Friedland zurückgekehrt und erteilte der Tuchmacherzunft Privilegien. Wenig später gewährte Redern seinem Vetter Joachim Andreas von Schlick, der vor seiner Verhaftung als Anführer der Aufständischen aus Bautzen geflohen war, Zuflucht auf Schloss Frýdlant. Dort wurde Schlick am 18. März 1621 von kursächsischen Truppen unter dem Überläufer Wolf Friedrich von Lüttichau festgenommen und nach Dresden verbracht.
Redern wurde geächtet und sein Besitz konfisziert. Zum Tage der Hinrichtung Schlicks am 21. Juni 1621 erfolgte die Verpfändung der Herrschaften Friedland und Reichenberg an Albrecht von Wallenstein. Redern verließ Böhmen und begab sich nach Schlesien und Polen.
1640 kehrte er mit schwedischen Truppen noch einmal nach Friedland zurück, er konnte jedoch seinen Besitz dabei nicht zurückerobern. 1641 oder 1642 verstarb er verarmt in Polen.